# Fuka Koshiba
Fuka Koshiba (小芝 風花, Koshiba Fūka), née le 16 avril 1997 à Sakaï (Japon), est une actrice japonaise.

## Filmographie sélective

### Cinéma
- 2014 : Majo no takkyūbin (魔女の宅急便, Majo no Takkyūbin?) de Takashi Shimizu
- 2022 : Sadako DX (貞子 DX?) de Hisashi Kimura